# Río Nuevo
El  Río Nuevo es un río producto de aguas residuales del Río Colorado, que fluyen del noreste del Valle de Mexicali, México, primero hacia el sur, luego hacia el oeste y finalmente al norte, cruzando la Cd. de Mexicali, la Frontera México hacia Estados Unidos, Calexico (California), y Valle Imperial para desembocar en el Salton Sea, al sur de Indio California. Es considerado uno de los ríos más contaminados de Norteamérica.

## Origen y cauce
El río Nuevo es producto de diversos afluentes productos de múltiples drenes al este de la Ciudad de Mexicali que a la altura del Cerro Prieto, se ubica un parteaguas que corre hacia el oeste e induce a que cierta cantidad de agua, fluya hacia al sur incluyendo al Río Hardy y lleguen al desemboque del Río Colorado, y otras aguas, fluyan hacia el norte a través del Río Nuevo.  
Los drenes afluentes del Río Nuevo son dos tipos: los residuos de riegos agrícolas, del Valle de Mexicali, que alimentan a Laguna México, Laguna Xochimilco en el sur de la Ciudad de Mexicali, y el Lago de la Cd. de Mexicali, que fluyen a través del cauce del Río Nuevo.   
Los otros afluente son residuos de drenes en la zona urbana de Mexicali, así como aguas tratadas en la Colonia Zaragoza, producto del drenaje sanitario de Mexicali, y que se incorpora al Río Nuevo, justo en la Línea Fronteriza México - Estados Unidos.  
El Río Nuevo fluye por el antiguo cauce que ocasionalmente se activaba con excedentes del Río Colorado y fluían hacia el oeste y al norte del parteaguas, para luego tomar la barranca del Río Nuevo que se creó por la inundación entre 1905–1907 al suscitarse un accidente en las presas cuando se intentaba llevar agua del río Colorado al fértil Valle de Mexicali para luego cruzar la ciudad y la frontera y continuar su curso de 106 km hacia el norte pasando por el oeste de la ciudad de Calexico, Valle imperial, y Westmorland California, hasta desembocar en el Salton Sea.

## Cauce en zona urbana
El Río Nuevo en la parte urbana de Mexicali fue embovedado entre 1998 y 1999; y ahora, la barranca y cauce, se usa como un bulevar llamado Calzada de los Presidentes o Bulevar Río Nuevo, abierto en el año 2000. En esta barranca o antiguo cauce se encuentran la Plaza del Centenario inaugurada en 2003, el acceso oriente al Bosque de la Ciudad, el Centro de Ferias, Eventos y Exposiciones (FEX) inaugurado en 2001, el Centro Estatal de las Artes, la Fiscalía General del Estado y la Facultad de Ciencias Administrativas de la Universidad Autónoma de Baja California. En 2010 se construyó el nuevo Centro de Justicia Penal de Baja California y en 2018 fue la inauguración de la nueva garita. En 2012 se inició el programa Corredores Verdes en el cual, el Río Nuevo fue reforestado con diversas plantas, a fin de mejorar la calidad del aire y embellecer la zona. Esta se combina con los modernos edificios, de los cuales, los más altos son los edificios de la Facultad de Ciencias Administrativas de la UABC con una altitud de 20 metros cada uno.

## Agua Contaminada
Con un flujo de 5.000 l/s el Río Nuevo está compuesto de desechos agrícolas (70%), aguas negras municipales, algunas crudas y otras parcialmente tratadas (20%), descargas industriales crudas y parcialmente tratadas (19%), y excesos pluviales urbanos (1%). 
El agua del canal contiene una mezcla de alrededor de 100 contaminantes, compuestos volátiles orgánicos, metales pesados (incluyendo selenio, uranio, arsénico y mercurio), así como pesticidas (incluyendo DDT) y PCB. Además contiene los virus causantes de tuberculosis, encefalitis, polio, Cólera, hepatitis y tifoidea; los niveles de muchos de estos contaminantes se encuentran en grave violación de tratados internacionales y normas estatales y federales de EE. UU. [U.S. EPA] y [Cal/EPA] - la presencia de coliformes fecales, por ejemplo, se encuentra en niveles de 100,000 a 5 millones de colonias por mililitro, el tratado binacional México-EE. UU. establece un límite de 240 colonias.
La Agencia de Protección Ambiental de los Estados Unidos (U.S. Environmental Protection Agency) contribuyó con un 55% de un proyecto de $50 mdd para la construcción de una nueva planta de saneamiento (Mexicali II); sin embargo aún quedan varios drenes clandestinos y se debe de atender la contaminación que se extiende de Mexicali hasta el Valle Imperial y el Salton Sea.